# 兹格塘错
兹格塘错（藏語：ཙི་གེ་དར་མཚོ，威利转写：tsi ge dar mtsho，THL：Tsigedar Tso，又譯兹各塘错、孜格丹错或次尔改塘错）位于中国西藏自治区那曲市安多县境内，地处安多县西部，唐古拉山南麓，湖面海拔4561米，面积191.4平方公里。湖泊沿岸地势开阔，湖西岸多热泉。